# 41 Dywizja Piechoty (II RP)
41 Dywizja Piechoty Rezerwowa, 41 DP (rez.) – wielka jednostka piechoty Wojska Polskiego II RP.
W czasie kampanii wrześniowej dywizja walczyła w składzie Grupy Operacyjnej „Wyszków”. Zorganizowana z ośrodków Centrum Wyszkolenia Piechoty w Ostrowi Mazowieckiej; jej 115 pułk piechoty bronił Różana.  W toku przesuwania się na południe do bitwy pod Pułtuskiem doznała ciężkich strat. W kolejnych dniach osłaniała odcinek Bugu pod Brańszczykiem, walczyła pod Węgrowem i pod Sawinem. W rejonie Chełma, zasilona artylerią i piechotą 33 DP, wzięła udział w II bitwie tomaszowskiej walcząc pod Tyszowcami i Wożuczynem, później pod Góreckiem Kościelnym, dochodząc niemal do Tanwi.

## Formowanie dywizji
Dywizja nie występowała w organizacji pokojowej wojska. Została sformowana zgodnie z planem mobilizacyjnym „W”, w mobilizacji mieszanej. Gros dywizji (siedem batalionów piechoty i jeden dywizjon artylerii) formował się w mobilizacji alarmowej (niejawnej), w grupie jednostek oznaczonych kolorem niebieskim, natomiast pozostałe pododdziały (dwa baony piechoty i dwa dyony artylerii oraz jednostki dywizyjne) w I rzucie mobilizacji powszechnej. Formowanie rzutu alarmowego zostało rozpoczęte 24 sierpnia 1939, natomiast pozostałych elementów 31 sierpnia 1939. Mimo trudności mobilizacyjnych, spowodowanych wydarzeniami na froncie, do 7 września 1939 sformowano do końca niealarmowe części dywizji.
Dywizja formowała się na terenie Okręgu Korpusu Nr I.
Jednostkami mobilizującymi były następujące oddziały i pododdziały wojska:
- Szkoła Podchorążych Piechoty w Ostrowi Mazowieckiej dla dowództwa dywizji, 114 pp, 116 pp (bez II i III baonu), komp. asystencyjnej nr 199, sądu polowego Nr 77,
- Ośrodek Wyszkolenia Rezerw Piechoty w Różanie dla 115 pp (bez III baonu) i kompanii sanitarnej nr 131,
- 13 pułk piechoty w Pułtusku dla III/115 pp,
- 33 pułk piechoty w Łomży dla III/116 pp,
- 71 pułk piechoty w Zambrowie dla II/116 pp,
- Mazowiecka Szkoła Podchorążych Rezerwy Artylerii w Zambrowie dla 61 pal (bez II i III dyonu) i sam. patrolu meteo nr 61,
- 9 pułk artylerii lekkiej dla II i III/61 pal,
- 1 batalion saperów legionów w Modlinie dla 61 bsap,
- 1 dywizjon żandarmerii w Warszawie dla pl pieszego żand. nr 52,
- Centrum Wyszkolenia Łączności w Zegrzu dla kompletu dywizyjnych pododdziałów łączności (bez plutonu radio),
- pułk radio w Warszawie dla plutonu radio Nr 52,
- 1 Szpital Okręgowy w Warszawie dla kompletu dywizyjnych oddziałów służby zdrowia z wyjątkiem kompanii sanitarnej,
- Dyrekcja Okręgowa Poczty i Telegrafu w Lublinie dla poczty polowej nr 56.

Zgodnie z założeniami planu operacyjnego „Zachód” dywizja weszła w skład Grupy Odwodów Naczelnego Wodza „Wyszków”, która w czasie kampanii wrześniowej występowała pod nazwą Grupa Operacyjna „Wyszków”, a następnie jako Grupa Operacyjna gen. Kowalskiego. Na stanowisko dowódcy dywizji został wyznaczony gen. bryg. Wacław Piekarski, dotychczasowy szef Departamentu Piechoty Ministerstwa Spraw Wojskowych. Jego zastępcą został płk piech. Marian Raganowicz, dotychczasowy komendant Szkoły Podchorążych Piechoty, a dowódcą artylerii dywizyjnej, płk art. Adam Tymoteusz Sawczyński, komendant Szkoły Podchorążych Artylerii w Toruniu.

## Walki dywizji w kampanii wrześniowej

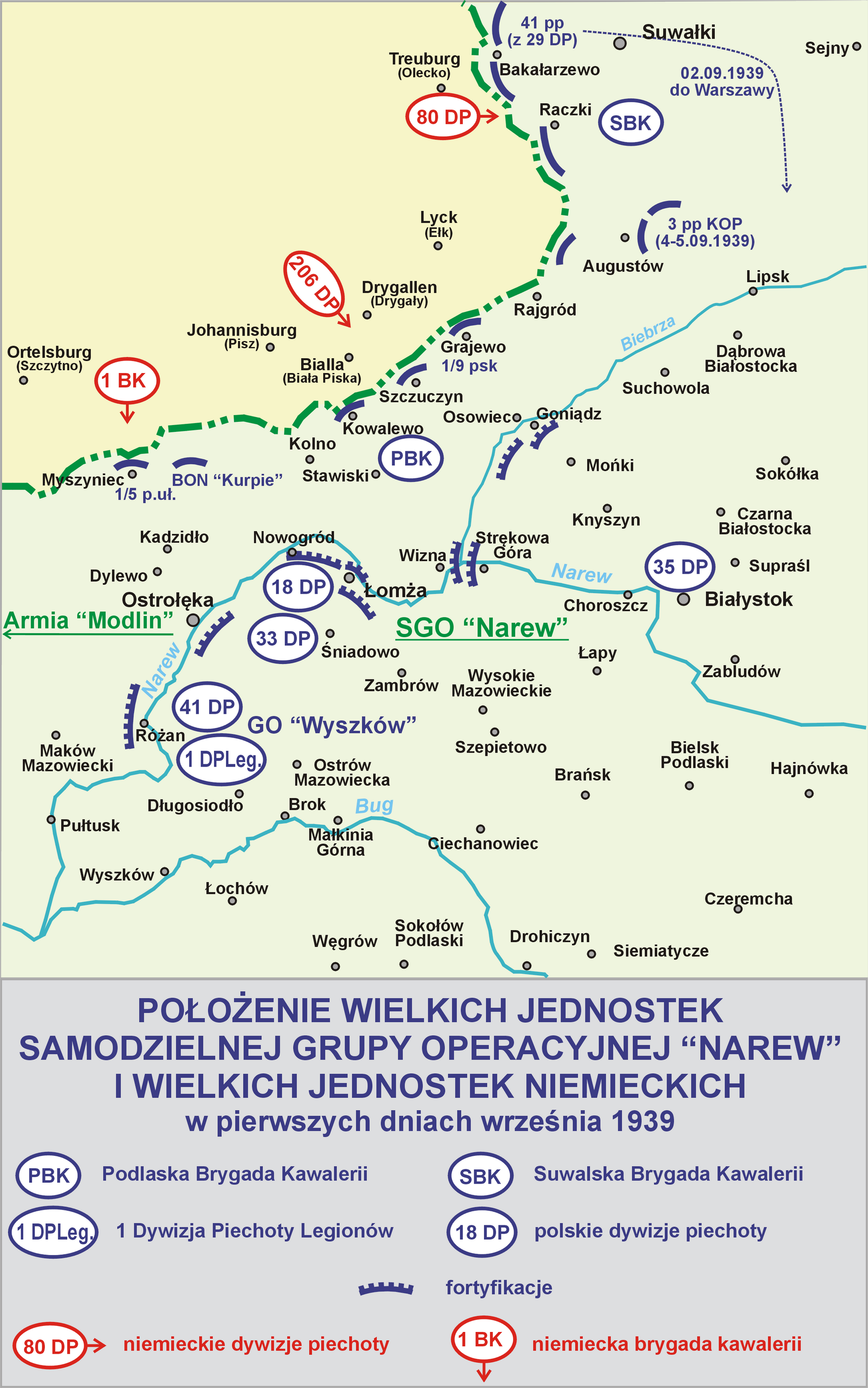

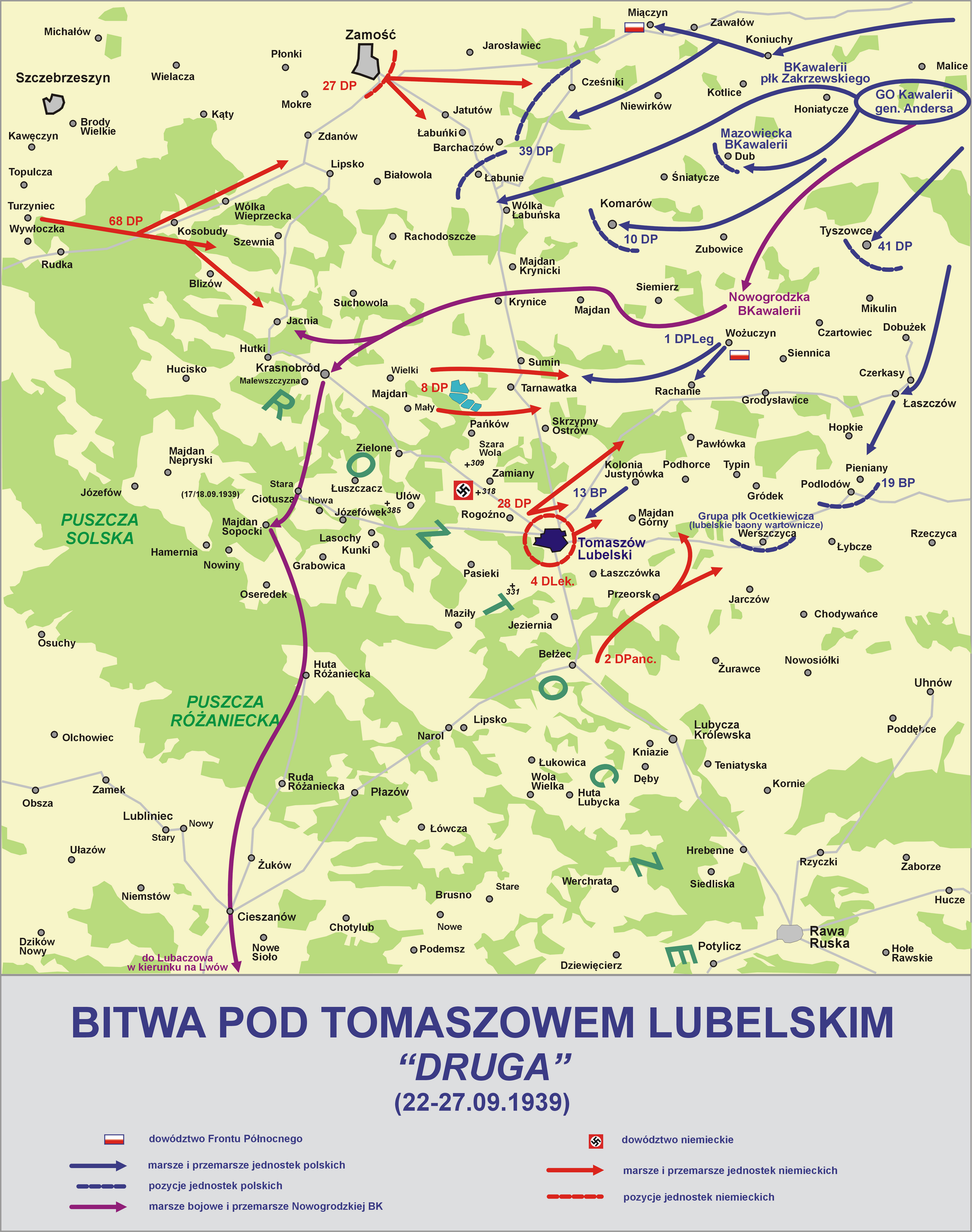

Do 3 września miała tylko ograniczony kontakt z wrogiem. 4 września koncentrowała się w rejonie Różana z zadaniem jego obrony oraz linii Narwi na północ i południe od miejscowości. Wódz naczelny marszałek Edward Śmigły-Rydz wydał 5 września rozkaz dotyczący działań na północy kraju: Grupa gen. Kowalskiego, w składzie 1 i 41 DP rez. oraz oddziałów znajdujących się na przedmościach w Pułtusku i Różanie, ma zapewnić sobie wyjście w kierunku zachodnim z rz. Narwi, broniąc przedmościa Pułtusk i Różan. Resztę odcinka dozorować. W tym dniu dywizja toczyła już ciężkie walki w obronie Różana z wojskami niemieckiego Korpusu „Wodrig” z 3 Armii. Podejmowane kilkakrotne próby opanowania przez Niemców miasta oraz sforsowania Narwi zostały odparte z dużymi dla nich stratami. Nazajutrz jednak Polacy ponieśli porażkę. Sprzeczne rozkazy Naczelnego Dowództwa spowodowały chaos w dowodzeniu i w konsekwencji odwrót znad Narwi do nowego miejsca koncentracji na północ od Wyszkowa. Tego samego dnia dywizja została przekazana do SGO „Narew” i przeznaczona do ponownego zajęcia Różana. Jednakże próba odzyskania utraconych pozycji zakończyła się z 6 na 7 września jej rozbiciem.
33 DP (Rez.) skierowana nocnym marszem w rejon Różana, spotkała się z odchodzącą 41 DP (Rez.), która wzięła 33 DP za Niemców i doszło do nocnego boju obu polskich jednostek, który zakończył się utratą 2 batalionów piechoty i jednego dywizjonu artylerii lekkiej przez 41 DP oraz kompletnym przemieszaniem się oddziałów obu dywizji.
Zdezorganizowane oddziały zostały wycofane na południe na przeprawy na rzece Bug (rejon Broku). Następnie dowódca dywizji otrzymał rozkaz ponownie podporządkowujący go GO „Wyszków”. Wobec przedwczesnego wysadzenia mostu w Broku 7 września dywizja znajdowała się w pełnym odwrocie na Wyszków. 116 pp maszerował z Kobylina na Grądy, 114 pp – na Plewki, a 115 pp – na Czarnowo. Do wieczora dywizja ześrodkowała się w rejonie Białebłoto-Stara Wieś-Poręba w składzie 7 batalionów przy stanach sięgających 35% stanu wyjściowego. 8 września dywizję przydzielono do Armii „Modlin”. W nocy z 8 na 9 września dywizja zdołała zgrupować się pod Łazami, Strachowem i Gwizdałami bez kontaktu z Niemcami. Dowódca zwlekał z dalszym wykonaniem rozkazu, aby dać odpocząć wymęczonym oddziałom. Następnie jej oddziały obsadziły rejon między Liwcem a Brokiem. 10 września, gdy dywizja była w marszu, pod Stoczkiem Węgrowskim rozbił ją atak niemieckiej Dywizji Pancernej „Kempf”. Niezdolne do dalszej walki oddziały dywizji zostały skierowane w rejon Włodawy. 14 września resztki dywizji zbierały się koło Chełma. 15 września jej oddziały liczyły ok. 5 tys. żołnierzy. Następnie weszła w skład Frontu Północnego gen. Stefana Dąba-Biernackiego.
19 września w Majdanie Ostrowskim generał Przedrzymirski przeprowadził reorganizację grupy generała Piekarskiego. Reorganizacja polegała na połączeniu 33 z 41 DP w jedną 41 Dywizję Piechoty pod dowództwem generała Piekarskiego. Dotychczasowy dowódca piechoty dywizyjnej 33 DP, pułkownik Stefan Biestek został II dowódcą piechoty dywizyjnej 41 DP, dotychczasowy dowódca artylerii dywizyjnej 33 DP, pułkownik Bolesław Dziubiński został II dowódcą artylerii dywizyjnej 41 DP, natomiast dotychczasowy szef sztabu 33 DP, podpułkownik dyplomowany Władysław Niewiarowski został pierwszym szefem sztabu 41 DP. Drugim szefem sztabu został major dyplomowany Józef Biliński. Nowa dywizja liczyła ponad 6000 żołnierzy i 35 dział.
Przez cały 19 września dywizja biła się z niemiecką 3 DPanc. w rejonie Włodawy. Dywizja walczyła następnie pod Aleksandrowem i Tereszpolem i – okrążona od płd. przez niemiecką 8 DP, od zach. i płn. przez VII Korpus, a od wsch. przez zbliżające się oddziały Armii Czerwonej – dopiero 26 września złożyła broń.

## Obsada personalna Kwatery Głównej
- dowódca dywizji – gen. bryg. Wacław Piekarski
- dowódca piechoty dywizyjnej – płk piech. Marian Raganowicz
- oficer sztabu – kpt. Tadeusz Makowski
- dowódca artylerii dywizyjnej – płk art. Adam Tymoteusz Sawczyński
- oficer sztabu – mjr Eugeniusz Bajer
- oficer sztabu – mjr Marian Jędrychowski
- dowódca saperów dywizyjnych – mjr Tadeusz II Pisarski[a]
- dowódca kawalerii dywizyjnej – mjr Józef Sienkiewicz
- szef sztabu – mjr dypl. art. Józef Leopold Biliński
- oficer operacyjny – kpt. dypl. Stanisław Piwowarczyk
- oficer informacyjny – kpt. dypl. Kazimierz Rudecki
- pomocnik oficera informacyjnego – kpt. piech. Stefan Wierzyński †1940 Charków
- dowódca łączności – kpt. łącz. Władysław Brejdygant
- kwatermistrz – mjr dypl. Jan Baran-Bilewski

## Organizacja wojenna dywizji
- Kwatera Główna 41 Dywizji Piechoty
  - dowództwo i sztab 41 DP
  - dowódcy broni 41 DP
  - szefowie służb 41 DP
  - komendant Kwatery Głównej 41 DP
  - kompania gospodarcza Kwatery Głównej 41 DP
  - kompania asystencyjna nr 119 – kpt. piech. Jan Alojzy Kwieciński †1940 Charków[10]
- sąd polowy nr 77
- poczta polowa nr 56

Piechota dywizyjna
- 114 pułk piechoty – ppłk piech. Zygmunt Fila
- 115 pułk piechoty – ppłk piech. Czesław Rzedzicki
- 116 pułk piechoty – ppłk piech. Mieczysław Chamerski

Artyleria dywizyjna
- 61 pułk artylerii lekkiej – płk art. Florian Grabczyński
- samodzielny patrol meteorologiczny nr 61 (Mazowiecka Szkoła Podchorążych Rezerwy Artylerii)

Jednostki broni
- 61 batalion saperów – mjr Tadeusz II Pisarski
- szwadron kawalerii dywizyjnej – mjr Józef Sienkiewicz
- kompania telefoniczna nr 52 – por. Mikulski
- pluton łączności Kwatery Głównej Nr 52 – ppor. Niko
- pluton radio nr 52 – por. Piasecki
- drużyna parkowa łączności nr 52
- pluton pieszy żandarmerii nr 52

Jednostki i zakłady służb
- kompania sanitarna nr 131
- szpital polowy nr 131
- polowa kolumna dezynfekcyjno-kąpielowa nr 131
- polowa pracownia bakteriologiczno-chemiczna nr 131
- polowa pracownia dentystyczna nr 131
- dowództwo grupy marszowej służb typ II Nr
- dowództwo grupy marszowej służb typ II Nr
- kolumna taborowa parokonna
- kolumna taborowa parokonna
- kolumna taborowa parokonna
- kolumna taborowa parokonna
- kolumna taborowa parokonna
- kolumna taborowa parokonna
- kolumna taborowa parokonna
- kolumna taborowa parokonna
- warsztat taborowy (parokonny) nr
- park intendentury nr 131
- pluton parkowy uzbrojenia nr